# Charles Yriarte

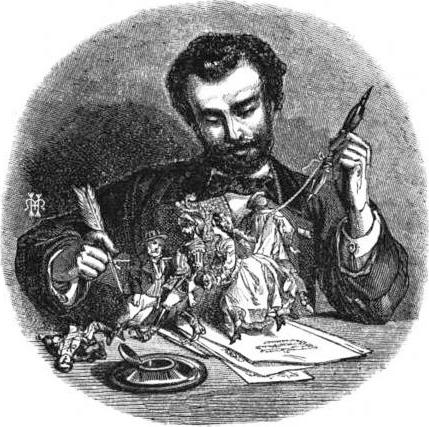
Charles Yriarte.

Charles Émile Yriarte, född 5 december 1832 i Paris, död där 10 april 1898, var en fransk skriftställare och tecknare av spansk härstamning. 
Yriarte utbildade sig till arkitekt, var 1856–1859 inspektör över offentliga byggnader och lämnade bidrag till illustrerade tidningar. Som tecknare och korrespondent till Le Monde illustré bevistade han spanjorernas expedition mot Marocko 1859 och de italienska fälttågen på Sicilien samt i Markerna och Umbrien 1860, var huvudredaktör för nämnda tidning 1862–1870 och företog därefter längre resor. 
Bland hans till stor del illustrerade arbeten märks Sous la tente, souvenirs du Maroc (1862), Les cercles de Paris (1864), Goya, sa vie et son oeuvre (1867), La vie d'un patricien de Venise au XVI:e siècle (1874, prisbelönt av Franska akademien), Les bords de l'Adriatique et le Monténégro (1877) och Florence (1880). Yriarte översatte flera spanska författare till franska.